# Miro Tremolada
Miro Enrico Tremolada, soprannominato Biget (Vedano al Lambro, 30 settembre 1919 – Vedano al Lambro, 1991), è stato un calciatore italiano, di ruolo difensore.

## Caratteristiche tecniche
Giocava come terzino destro.

## Carriera
Inizia la carriera nel Lissone, per poi vestire la maglia della Gallaratese nelle stagioni 1941-1942 e 1942-1943 in Serie C.
Durante la Seconda guerra mondiale è stato tesserato dal Milan, con cui ha giocato due partite amichevoli il 10 ed il 17 dicembre 1944.
Dopo la fine del conflitto è stato tesserato dalla Gallaratese, con cui ha giocato per una stagione nel campionato misto di Serie B e C.
Passa poi al Siena, con cui nella stagione 1946-1947 gioca 37 partite in Serie B. Rimane in rosa anche l'anno seguente, nel quale gioca 26 partite; nonostante la retrocessione in Serie C della squadra toscana viene riconfermato, e nella stagione 1948-1949 gioca 18 partite in terza serie, segnando il suo primo ed unico gol con la maglia del club senese.